# بارک رنچ (کلرادو)
بارک رنچ (به انگلیسی: Bark Ranch) یک منطقهٔ مسکونی در ایالات متحده آمریکا است که در شهرستان بولدر، کلرادو واقع شده‌است. بارک رنچ ۲٫۲۶ کیلومتر مربع مساحت و ۲۱۳ نفر جمعیت دارد و ۲٬۵۹۰٫۸۳ متر بالاتر از سطح دریا واقع شده‌است.